# Bangladeschische Cricket-Nationalmannschaft in Neuseeland in der Saison 2016/17
Die Tour der bangladeschischen Cricket-Nationalmannschaft nach Neuseeland in der Saison 2016/17 fand vom 25. Dezember 2016 bis zum 24. Januar 2017 statt. Die internationale Cricket-Tour war Bestandteil der Internationalen Cricket-Saison 2016/17 und umfasste zwei Tests, drei ODIs und drei Twenty20s. Neuseeland gewann die Test-Serie 2–0 und die ODI- und Twenty20-Serie jeweils 3–0.

## Vorgeschichte
Neuseeland bestritt zuletzt eine Tour gegen Pakistan, Bangladesch gegen England. Das letzte Aufeinandertreffen der beiden Mannschaften bei einer Tour fand in der Saison 2013/14 in den Bangladesch statt.

## Stadien
Die folgenden Stadien wurden für die Tour festgelegt und am 27. Mai 2016 bekanntgegeben.
| Stadion       | Stadt           | Kapazität | Spiele          |
| ------------- | --------------- | --------- | --------------- |
| Hagley Oval   | Christchurch    | 20.000    | 2. Test; 1. ODI |
| Bay Oval      | Mount Maunganui | 10.000    | 2. & 3. T20     |
| McLean Park   | Napier          | 22.500    | 1. T20          |
| Saxton Oval   | Nelson          | 6.000     | 2. & 3. ODI     |
| Basin Reserve | Wellington      | 11.000    | 1. Test         |

## Kaderlisten
Neuseeland benannte seinen ODI-Kader am 15. Dezember, seinen Twenty20 Kader am 26. Dezember 2016 und seinen Test-Kader am 5. Januar 2017.
Bangladesch benannte seinen ODI-Kader am 20. Dezember, seinen Twenty20-Kader am 31. Dezember 2016 und seinen Test-Kader am 6. Januar 2017.
| Test | Test | ODI | ODI | Twenty20 | Twenty20 |
| Neuseeland | Bangladesch | Neuseeland | Bangladesch | Neuseeland | Bangladesch |
| --- | --- | --- | --- | --- | --- |
| - Kane Williamson (K) - Trent Boult - Dean Brownlie - Colin de Grandhomme - Matt Henry - Tom Latham (wk) - Henry Nicholls - Jeet Raval - Mitchell Santner - Tim Southee - Ross Taylor - Neil Wagner - BJ Watling (wk) | - Mushfiqur Rahim (K & wk) - Tamim Iqbal (VK) - Imrul Kayes - Kamrul Islam - Mahmudullah - Mehedi Hasan - Mominul Haque - Nurul Hasan (wk) - Rubel Hossain - Sabbir Rahman - Shakib Al Hasan - Soumya Sarkar - Taskin Ahmed - Zaijul Islam | - Kane Williamson (K) - Trent Boult - Neil Broom - Colin de Grandhomme - Lockie Ferguson - Martin Guptill - Matt Henry - Tom Latham (wk) - Colin Munro - Jimmy Neesham - Luke Ronchi (wk) - Mitchell Santner - Tim Southee | - Mushfiqur Rahim (K) - Ebadat Hossain - Imrul Kayes - Mahmudullah - Mashrafe Mortaza (wk) - Mehedi Hasan - Mominul Haque - Mosaddek Hossain - Mustafizur Rahman - Nazmul Hossain - Nurul Hasan (wk) - Rubel Hossain - Sabbir Rahman - Shakib Al Hasan - Shuvagata Hom - Soumya Sarkar - Subashis Roy - Tamim Iqbal - Tanveer Haider - Taskin Ahmed | - Kane Williamson (K) - Corey Anderson - Tom Blundell (wk) - Trent Boult - Neil Broom - Colin de Grandhomme - Lockie Ferguson - Martin Guptill - Matt Henry - Colin Munro - Jimmy Neesham - Luke Ronchi (wk) - Mitchell Santner - Ish Sodhi - Ben Wheeler - George Worker | - Mashrafe Mortaza (K) - Imrul Kayes - Mahmudullah - Mosaddek Hossain - Mustafizur Rahman - Nurul Hasan (wk) - Rubel Hossain - Sabbir Rahman - Shakib Al Hasan - Shuvagata Hom - Soumya Sarkar - Subashis Roy - Taijul Islam - Tamim Iqbal - Taskin Ahmed |

## Tour Match
| 22. Dezember Scorecard | Whangārei | Bangladeshis 245-8 (43/43)           | – | New Zealand XI 247-7 (41.4/43) |
|                        |           | New Zealand XI gewinnt mit 3 Wickets |   |                                |

## One-Day Internationals

### Erstes ODI in Christchurch
| 26. Dezember Scorecard | Christchurch | Neuseeland 341-7 (50)          | – | Bangladesch 264 (44.5) |
|                        |              | Neuseeland gewinnt mit 77 Runs |   |                        |

### Zweites ODI in Nelson
| 29. Dezember Scorecard | Nelson | Neuseeland 251 (50)            | – | Bangladesch 184 (42.4) |
|                        |        | Neuseeland gewinnt mit 67 Runs |   |                        |

### Drittes ODI in Nelson
| 31. Dezember Scorecard | Nelson | Bangladesch 236-9 (50)           | – | Neuseeland 239-2 (41.2) |
|                        |        | Neuseeland gewinnt mit 8 Wickets |   |                         |

## Twenty20 Internationals

### Erstes Twenty20 in Napier
| 3. Januar Scorecard | Napier | Bangladesch 141-8 (20)           | – | Neuseeland 143-4 (18) |
|                     |        | Neuseeland gewinnt mit 6 Wickets |   |                       |

### Zweites Twenty20 in Nelson
| 6. Januar Scorecard | Mount Maunganui | Neuseeland 195-7 (20)          | – | Bangladesch 148 (18.1) |
|                     |                 | Neuseeland gewinnt mit 47 Runs |   |                        |

### Drittes Twenty20 in Nelson
| 8. Januar Scorecard | Mount Maunganui | Neuseeland 194-4 (20)          | – | Bangladesch 167-6 (20) |
|                     |                 | Neuseeland gewinnt mit 27 Runs |   |                        |

## Tests

### Erster Test in Wellington
| 12. – 16. Januar Scorecard | Wellington (BS) | Bangladesch 595-8d (152) & 160 (57.5) | – | Neuseeland 539 (148.2) & 217-3 (39.4) |
|                            |                 | Neuseeland gewinnt mit 7 Wickets      |   |                                       |

### Zweiter Test in Christchurch
| 20. – 23. Januar Scorecard | Christchurch | Bangladesch 289 (84.3) & 173 (52.5) | – | Neuseeland 354 (92.4) & 111-1 (18.4) |
|                            |              | Neuseeland gewinnt mit 9 Wickets    |   |                                      |